# Подушкин, Николай Александрович
Никола́й Алекса́ндрович Поду́шкин (25 апреля [7 мая] 1865 или 25 августа [6 сентября] 1866 — ?) — генерал-майор русской армии. Участник Первой мировой войны.

## Биография
Православного вероисповедания. Общее образование получил в Александровском реальном училище в Николаеве. 5 июля 1884 года вступил в военную службу. Окончил Елисаветградское кавалерийское юнкерское училище, из которого был выпущен эстандарт-юнкером в 19-й Кинбурнский драгунский полк (с 1907 — 7-й Кинбурнский драгунский полк). 21 октября 1887 года был произведён в первый офицерский чин корнета. Был определён командиром взвода в 1-й эскадрон того полка. Затем состоял в должности полкового адъютанта. В течение 8 лет и 10 месяцев командовал эскадроном.
В 1898 году составил историю Кинбурнского драгунского полка «Прошлое Кинбурнских драгун (1788—1796) — (1798—1898)». 1 апреля 1903 года за выслугу лет был произведён в ротмистры. 30 июля 1910 года произведён на вакансию из ротмистров в подполковники. Участвовал в Первой мировой войне. 2 января 1915 года за отличие в боевых действиях был произведён в полковники. По состоянию на 1 августа 1916 года пребывал в том же чине и в том же 7-м Кинбурнском драгунском полку. По состоянию на 1 июня 1917 — командир Стрелкового полка 7-й кавалерийской дивизии.

## Семья
Сыновья Владимир и Константин. Оба избрали военную карьеру, были офицерами-кавалеристами, в Гражданскую войну служили в Добровольческой армии. Владимир погиб в бою, Константин в эмиграции стал публицистом и художником.

## Чинопроизводство
- вступил в службу (5.07.1884)
- корнет (старшинство в чине 21.10.1887)
- поручик (ст. 21.10.1891)
- штабс-ротмистр (ст. 15.03.1896)
- ротмистр (1.04.1903, ст. 6.05.1900)
- подполковник (30.07.1910, ст. 26.02.1910)
- полковник (ст. 2.01.1915, дарование старшинства в чине 2.08.1913[8]) — За отличия в делах против неприятеля[5].

## Награды
- Орден Святого Станислава 3-й степени (1896)
- Орден Святой Анны 3-й степени (1899)
- Орден Святого Станислава 3-й степени (1907)
- Орден Святой Анны 2-й степени (25.02.1912)
- Орден Святого Владимира 4-й степени с мечами и бантом (02.01.1915)[9]
- Мечи к ордену Св. Анны 2-й ст. (20.04.1915)[10][11]
- Мечи к ордену Св. Станислава 2-й ст. (23.05.1915)[12]
- Орден Святого Владимира 3-й степени с мечами (31.10.1915)[13]
- Орден Святой Анны 4-й степени «За храбрость» (21.03.1916)[14]